# 九州産交ランドマーク
九州産交ランドマーク株式会社（きゅうしゅうさんこうランドマーク）は、九州産業交通ホールディングス傘下において運営されている不動産管理をはじめとするプロバティマネジメント・タウンマネジメント・ビルマネジメントならびにクレジットカード・電子マネー決済におけるポイントプログラム事業を行う会社である。
2006年4月に前身の九州産業交通より各事業ごとに分社化され設立された。
かつてはレストラン・売店等や通信販売等の商事事業も手掛けていたが、2015年3月1日を以って九州産交リテール株式会社が新設されるとともに同社へ事業分割、さらには広告代理店事業も手掛けていたが、2017年7月28日を以って九州産交プランニング株式会社が新設され同社へ事業継承された。

## 沿革
- 1942年8月 - 九州産業交通株式会社設立。
- 2002年9月 - 九州産業交通が債務超過に陥り、産業再生機構の傘下に入る。
- 2005年7月 - 九州産業交通の新スポンサーに旅行代理業を展開するエイチ・アイ・エスが決定。
- 2006年4月 - 九州産業交通を九州産業交通ホールディングスに改称し、これまで1社体制で行っていた各事業を部門別に分社化。その一環として九州産交ランドマーク株式会社が発足。
  - 当社の他にバス事業を専業とする九州産交バス株式会社、旅行代理店業などを営む九州産交ツーリズム株式会社が同日に発足し、新体制の下でスタートを切る。
- 2015年3月 - 食堂・売店事業を九州産交リテール株式会社に事業分割。
- 2017年7月 - 広告代理店事業を九州産交プランニング株式会社に継承。これに伴い、当社は不動産管理をはじめとするプロバティマネジメント・タウンマネジメント・ビルマネジメント企業として特化。
- 2019年9月14日 - 熊本市桜町の旧熊本交通センター跡地に九州産交グループが中心となって進めていた再開発ビル「SAKURA MACHI Kumamoto」が完成。当社はSAKURA MACHI Kumamoto内テナント賃貸ならびに併設のバスターミナル（熊本桜町バスターミナル）・駐車場他当施設全体を管理する運営事業者として特化。
- 2024年4月1日 - 九州産交グループ内企業の1つであった九州産交カード株式会社を当社に吸収合併。同社が行っていたクレジットカード決済・電子マネー決済に伴うポイントプログラムに関する事業を継承。

## 現在の事業内容
- プロバティマネジメント（不動産の運営管理） 
  - SAKURA MACHI Kumamoto・熊本桜町バスターミナルなど
- タウンマネジメント（イベントの企画立案）
- ビルマネジメント（ビルの管理全般）
- クレジットカード・電子マネー決済に伴うポイントプログラムに関する事業

## 過去の事業内容

### 不動産事業
以下の建物は閉鎖後に解体され、これらの建物があった跡地は全てSAKURA MACHI Kumamotoの一角となっている。
- 熊本交通センター - バスターミナルならびにターミナルビル施設全般の運営・管理。2015年9月末日を以って閉鎖
- センタープラザ - 2015年3月31日をもって閉鎖
- 県民百貨店（旧くまもと阪神）- 2015年2月28日閉店
- 産交ビル - かつての産交本社ビル（その後はテナント用賃貸ビルとして当社が管理していたがのちに閉鎖）
- センター駐車場 - 2015年8月末日をもって閉鎖
- センターボウル - 2015年3月31日営業終了　
一時期は他社へテナント貸しされ「マスターズボウル熊本」として運営されていた（建物は当社が管理）。マスターズボウルは2014年2月をもって閉鎖され、同年4月より当社直営として「センターボウル」の名称が復活し営業を再開していた。なお、建物内には九州産業交通ホールディングス本社をはじめ、当社ならびに九州産交ツーリズムの両本社が入居していた（過去には九州産交バス・産交バスならびに熊本フェリーの各本社も入居していた）。

### イベント広場の運営
- センターコート（熊本交通センター正面玄関前広場）
- プラザコート（センタープラザ観音の泉前スペース）

### レストラン・売店事業
2015年3月1日付で九州産交リテール株式会社へ事業継承

### 広告事業
- 熊本交通センター内看板広告の管理
- 熊本交通センター内ポスター広告の管理
- ラッピング広告バスの募集・管理

2017年7月28日付で九州産交プランニング株式会社へ事業継承